# 沖縄県道39号線
沖縄県道39号線（おきなわけんどう39ごうせん）は、沖縄県那覇市泉崎と安里とを結ぶ一般県道。路線名はないが、県庁前交差点から安里三叉路までの区間は「国際通り」の通称で呼ばれている。

## 概要

### 区間
- 起点・那覇市泉崎（那覇バスターミナル）
- 終点・那覇市安里（沖縄県道29号那覇北中城線・安里三叉路）
- 総延長・2 km（実延長も同じ）

### 通過自治体
- 那覇市

### 交差する道路
- 泉崎橋通り（那覇市道、那覇市泉崎）
- 沖縄県道42号線（那覇市久茂地県庁前交差点、同交差点より県庁方面は県庁前通り、国道58号方面は御成橋通り）
- 沖縄県道221号那覇内環状線（那覇市久茂地県庁前交差点・県道42号と重複）
- 松尾消防署通り（那覇市道（旧県道222号）、那覇市松尾）
- 一銀通り（那覇市道（旧県道222号）、那覇市久茂地）
- 沖映通り（那覇市道、那覇市牧志むつみ橋交差点）
- 平和通り（那覇市道・歩行者専用、那覇市松尾三越前）
- 沖縄県道29号那覇北中城線（崇元寺通り、終点）

### 交差する鉄道
- 沖縄都市モノレール（ゆいレール）
  - 牧志駅（那覇市牧志）

### 主要施設
- 那覇バスターミナル（起点）
- 琉球新報本社ビル（那覇市泉崎、2005年（平成17年）から2018年（平成30年）までの間は那覇市天久に移転していた）
- 那覇市役所（同）
- 沖縄県庁舎（同、議会棟がこの道路に面している）
- パレットくもじ（那覇市久茂地）
  - リウボウ（デパート）
  - 県庁前駅（沖縄都市モノレール）
- 沖縄三越（那覇市牧志、現在は閉店）
- てんぷす那覇（同）
  - 「国際劇場」のあったところに2004年（平成16年）に再開発ビルとしてオープン。前身は国際ショッピングセンター。
  - 那覇市伝統工芸館

### 交通規制
バスレーン（バス専用道路、バス、タクシー、原付、自動二輪車、軽車両、その他警察が許可した車以外の車は通行止め）
- 安里三叉路→県庁前交差点・7:30 - 9:00
- 県庁前交差点→安里三叉路・17:30 - 19:00

（いずれも土日祝・1月2日〜3日を除く）

### 路線バス
那覇バスターミナルを発着する国際通り経由のすべての路線が全区間にわたって通っている（名護・中部方面の大半）。
（★印は久茂地経由ありの路線、その場合はバスターミナル前 - パレット久茂地前交差点のみ通る）
全区間通る路線
（国際通りトランジットモール対応ダイヤ時、◎はバスターミナル前 - パレット久茂地前交差点は通過・○は蔡温橋交差点 - 安里三叉路は通過。どちらもない系統はその時間帯にもともと牧志経由運行なし）
- 4番・新川おもろまち線（那覇バス市内線）◎○
- 10番・牧志新都心線（那覇バス市内線、国際通りトランジットモール対応ダイヤ時も全区間通過）
- 14番・牧志開南循環線（那覇バス市内線、バスターミナル前 - パレット久茂地前交差点区間と国際通り区間は途中別経路を挟み通過する）◎○
- 20番・名護西線（琉球バス交通・沖縄バス共同運行）★◎
- 23番・具志川線（琉球バス交通）★◎
- 24番・那覇大謝名線（琉球バス交通）★
- 25番・那覇普天間線（那覇バス）◎○
- 28番・読谷（楚辺）線（琉球バス交通・沖縄バス共同運行）★◎
- 29番・読谷（喜名）線（琉球バス交通・沖縄バス共同運行）★◎
- 56番・浦添線（琉球バス交通）◎
- 63番・謝苅線（琉球バス交通）★◎
- 80番・与那城線（沖縄バス）★
- 88番・宜野湾線（琉球バス交通）
- 90番・知花（バイパス）線（琉球バス交通）◎
- 97番・琉大（首里）線（那覇バス）◎○
- 98番・琉大（バイパス）線（琉球バス交通）◎
- 101番・平和台安謝線（那覇バス） 県庁南口経由は国際通りのみ
- 110番・長田具志川線（琉球バス交通）★◎
- 120番・名護西空港線（琉球バス交通・沖縄バス）★◎
- 125番・普天間空港線（那覇バス）◎○
- 256番・浦添てだこ線（琉球バス交通）◎
- 333番・那覇西原（末吉）線（那覇バス）◎○
- 346番・那覇西原（鳥堀）線（那覇バス）◎○

バスターミナル前 - パレット久茂地前交差点のみ通る路線
- 6番・那覇おもろまち線（那覇バス市内線）
- 7番・首里城下町線（沖縄バス市内線）
- 12番・国場線（那覇バス市内線）
- 21番・新都心具志川線（琉球バス交通）
- 26番・宜野湾空港線（琉球バス交通）
- 30番・泡瀬東線（東陽バス）
- 32番・コンベンションセンター線（沖縄バス）
- 43番・北谷線（沖縄バス）
- 47番・てだこ線（沖縄バス）
- 87番・赤嶺てだこ線（沖縄バス）
- 92番・那覇～イオンモール線（沖縄バス）
- 99番・天久新都心線（琉球バス交通）
- 200番・糸満おもろまち線（沖縄バス）
- 235番・志多伯おもろまち線（沖縄バス）
- 309番・大里結の街線（沖縄バス）
- 331番・急行バス（泡瀬西）線（東陽バス）
- 334番・国立劇場おきなわ線（沖縄バス）
- 339番・南城結の街線（沖縄バス）
- 777番・急行バス（屋慶名）線（沖縄バス）
- やんばる急行バス　空港線
- 沖縄エアポートシャトル
- 北谷ライナー（カリー観光）
- 美ら海ライナー（カリー観光）

国際通りのみ通る路線
（すべて那覇バス市内線）
- 1番・首里牧志線
- 5番・識名牧志線○
- 9番・小禄石嶺線○
- 15番・寒川線○

バスターミナル前 - パレット久茂地前交差点、蔡温橋交差点 - 安里三叉路のみ通る路線
- 27番・屋慶名（大謝名）線（沖縄バス）★
- 52番・与勝線（沖縄バス）★
- 77番・名護東（辺野古）線（沖縄バス）★
- 385番・サンエーパルコシティ線（沖縄バス）★

## 歴史
- 1934年（昭和9年）、松尾 - 安里間にこの道路に新県道が新設された
- 戦後、那覇市牧志に国際劇場があったことから、通り一帯を「国際通り」と呼ばれるようになった。また距離が1.6km＝1マイルであることから「奇跡の1マイル」とも呼ばれた。
- 1953年（昭和28年）に国際通りを琉球政府道牧志線として指定。のちに上泉町（現・泉崎）まで延長し、1965年（昭和40年）に琉球政府道39号線となる。
- 1972年（昭和47年）の日本本土復帰時に県道39号線となった。
- 1974年（昭和49年）8月、安里三叉路→那覇警察署前交差点（当時、現パレットくもじ前交差点）が朝のラッシュ時にバスレーン規制が始まる（当時は土曜も規制の対象となったが、1991年（平成3年）に土曜の規制は解除となった。また1978年（昭和53年）12月には逆方向の安里向けでも夕方ラッシュ時の規制が始まった）。
- 1988年（昭和63年）、那覇警察署が国道330号与儀交差点に移転。（那覇署前交差点の名称は移転後も当分の間使われたが、その後県庁前又はパレットくもじ前交差点に変更された）
- 1990年（平成2年）、現在の沖縄県庁舎（行政棟）が完成。（1992年には県議会棟、翌年には県警本部が完成）
- 1991年（平成3年）4月、パレットくもじ完成。以後同地域のシンボルとなる。またパレットくもじ前交差点が本格的なスクランブル交差点となる。
- 1999年（平成11年）8月、老舗デパート沖縄山形屋が閉店。
- 2000年（平成12年）、国際通りの発祥の地「国際劇場」があった国際ショッピングセンターが閉店。
- 2003年（平成15年）、沖縄都市モノレールが開通。
- 2004年（平成16年）、国際ショッピングセンター跡に再開発ビル「てんぷす那覇」オープン。
- 2007年（平成19年）、国際通りでトランジットマイル開始（2月11日より試験導入、4月より本格導入）。